# Эндодерма
Эндоде́рма (от греч. ένδον «внутри» + δερμα «кожа») — внутренний однорядный слой плотно сомкнутых клеток первичной коры, прилегающий к центральному цилиндру осевых органов высших растений.
В стеблях эндодерма мало дифференцирована и обычно содержит крахмальные зёрна, отчего её ещё называют крахмалоносным влагалищем. В корнях радиальные и поперечные стенки клеток эндодермы имеют утолщения в виде поясков, содержащие суберин и лигнин (эти пояски называются поясками Каспари), тонкостенными остаются пропускные клетки этого слоя. Таким образом, эндодерма является физиологическим барьером, регулирующим поступление воды и ионов из первичной коры в центральный цилиндр корня.
В старых корнях однодольных растений эндодерма состоит из клеток двух типов: живых тонкостенных пропускных и клеток с U-образными утолщениями оболочек.